# Paterskapel

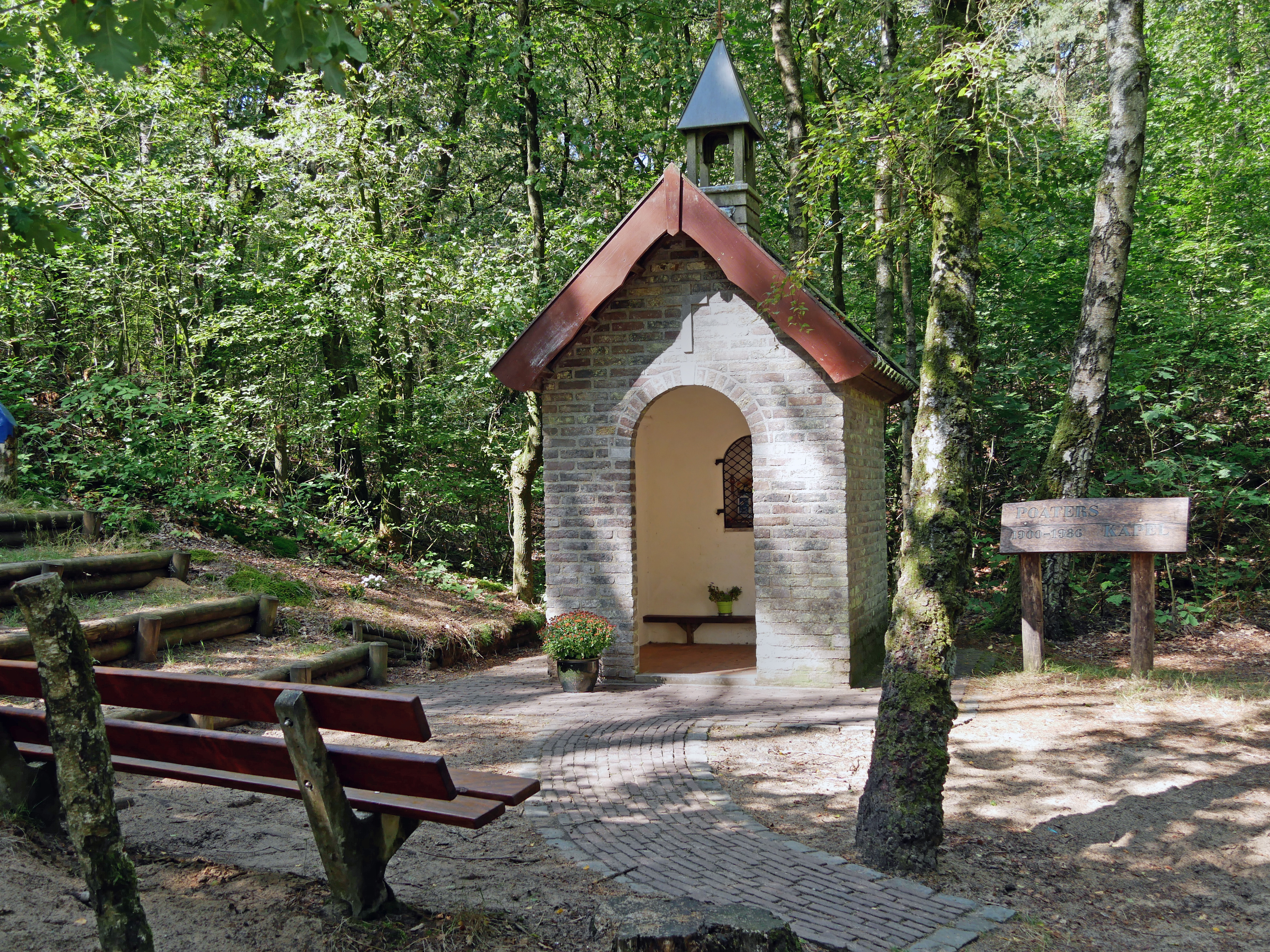
De Paterskapel

De Paterskapel of Boskapel is een kapel in Afferden in de Nederlands Noord-Limburgse gemeente Bergen. De kapel staat in het bos ten noordwesten van de ruïne van Kasteel Bleijenbeek.
De kapel is gewijd aan Maria.

## Geschiedenis
In 1886 werd de kapel waarschijnlijk gebouwd en de bouw vond plaats in opdracht van Franse nonnen. Deze nonnen waren verdreven uit Frankrijk vanwege hun godsdienst en hadden hun intrek genomen in Kasteel Bleijenbeek. De plaats die zij uitkozen lag ten noorden van het kasteel (omdat ze ten zuiden van het kasteel rond de Spiegellaan niet mochten komen) en ze kozen een plek nabij een bron vanwege het water dat hier uit de bodem ontspringt.
Rond 1895 raakte de kapel in verval nadat de nonnen vertrokken waren.
Aan het einde van de 19e eeuw woedde in Duitsland de Kulturkampf en vonden tientallen jezuïeten hun intrek in het kasteel. Deze paters herbouwden de kapel in Duitse vakwerkstijl en werd de kapel het Paoterkapelleke genoemd.
Rond het begin van de Eerste Wereldoorlog verlieten de jezuïeten het kasteel en de kapel werd vanaf toen beheerd door de rentmeester van het kasteel, ondersteund door buurtbewoners. Buurtbewoners organiseerden bij de kapel rond 1930 en rond 1950 in de meimaand bidstonden en vond er de moederdagviering plaats.
Tijdens de Tweede Wereldoorlog werd de kapel verwoest, maar het Mariabeeld bleef behouden doordat zij voordien reeds in veiligheid was gebracht. In 1950 werd de kapel door bouwvakkers uit Afferden herbouwd met oude stenen van de kapel en kloostermoppen van het verwoeste Kasteel Bleijenbeek.
In de jaren 1960 raakte de kapel weer in vergetelheid en in verval en werd het Mariabeeld elders opgeborgen. Ook had de kapel te lijden onder vandalisme van de jeugd. In 1975 stond alleen het muurwerk nog overeind.
Nadat de Onze-Lieve-Vrouw-van-Smartenkapel gerestaureerd werd door een lokale werkgroep, kreeg deze werkgroep aandacht voor de Paterskapel. Op basis van historische foto's werden bouwtekeningen van de kapel gemaakt, waarna de Technische School in Gennep hielp met de uitvoering van timmer- en metselwerk, een lokale aannemer bouwmaterialen ter beschikking stelde, de gemeente zorgde voor klinkers en bebording en twee leerlingen van de bosbouwschool het groen rond de kapel bijwerkten. Ook werd de bron opgeknapt. Op 7 september 1986 werd de kapel door de pastoor ingezegend.

## Bouwwerk
De roodbruine bakstenen kapel is opgetrokken op een rechthoekig plattegrond met rechte uitbouw aan de achterkant en wordt gedekt door een zadeldak met pannen. Midden op het dak is een dakruiter geplaatst met op de top een kruis met windhaan waarin de letters M.A. en 1986 aangebracht zijn. De kapel heeft geen vensters en in de frontgevel is de rondboogvormige toegang aangebracht. Boven de toegang is in de frontgevel een natuurstenen kruis ingemetseld. Ook de aanzetstenen en de sluitsteen zijn in natuursteen uitgevoerd.
Van binnen is de kapel wit gepleisterd met op de vloer rode plavuizen. In de achterwand is een rondboogvormige nis aangebracht die van binnen wit gepleisterd is. De nis wordt afgesloten met een smeedijzeren hek. In de nis is een Mariabeeldje geplaatst dat Maria toont met op haar arm het kindje Jezus.